# Vollore-Ville
Vollore-Ville ist eine französische Gemeinde in der Region Auvergne-Rhône-Alpes im Département Puy-de-Dôme im Arrondissement Thiers im Kanton Les Monts du Livradois.

## Allgemeines
Die Gemeinde umfasst 30,41 Quadratkilometer auf 316 bis 1062 m Meereshöhe. Sie liegt an der D 7 und D 313A. Sie hat 714 Einwohner (Stand 1. Januar 2022).

## Geschichte
In römischer Zeit hieß die Ansiedelung „Lavolatrum“. In der Geschichte der Auvergne taucht der Ort im 6. Jahrhundert auf, als Thierry, Sohn des Clovis (Chlodwig I.), Vollore im Jahre 532 belagerte. Im 12. Jahrhundert erbauten die Ortsadeligen eine Festung, von der heute noch der romanische Bergfried existiert. Im 17. Jahrhundert erhielt das Schloss sein heutiges Aussehen. Seit zwei Jahrhunderten ist es Wohnsitz der in der Auvergne lebenden Nachkommen des Generals La Fayette.

## Sehenswürdigkeiten
- Kirche Saint-Maurice, romanisch/gotisch (12. und 14. Jahrhundert), Westfassade des 18. Jahrhunderts, Turm des 19. Jahrhunderts; mit farbig gefasster Holzstatue „Vierge en majesté“ (11./12. Jahrhundert; mit Reliquiar) und Gemälden des 17. Jahrhunderts
- Kapelle Notre Dame des Neiges (18. Jahrhundert)
- Steinkreuze: Croix de chemin (16./17. Jahrhundert); Croix de cimetière; Croix monumentale (16. Jahrhundert)
- Château de Vollore, auf einem Hügel der Monts du Forez, Donjon aus dem 12. Jahrhundert, Bauten des 14. und 17. Jahrhunderts, mit Kunstwerken aus dem Besitz des Generals La Fayette; mit einem in Terrassen angelegten Park des 17. Jahrhunderts
- Steinerner römischer Meilenstein

## Persönlichkeiten
- Peter Bourgade (1845–1908), römisch-katholischer Geistlicher, Erzbischof von Santa Fe 1899–1908